# LVF – Adria bis Palladio
Die LVF – Adria bis Palladio waren die ersten Dampflokomotiven der Lombardisch-venetianischen Ferdinands-Bahn (LVF).
Die Maschinen wurden 1842 bis 1843 von Sharp in Manchester gebaut, wobei die letzten beiden gelieferten eine etwas kleinere Heizfläche hatten (vgl. Tabelle).
Bei der LVF erhielten sie die Namen ADRIA, ANTENORE, INSUBRIA, ITALIA, LEONE, SERPENTE, ENRICO DANDOLO und PALLADIO.
Als die LVF 1852 verstaatlicht wurde, kamen sie mit denselben Namen zur Lombardisch-venetianischen Staatsbahn (LVStB).